# Chiesa dell'Immacolata (San Michele all'Adige)
La chiesa dell'Immacolata è la parrocchiale a Grumo, frazione di San Michele all'Adige in Trentino. Rientra nella zona pastorale di Mezzolombardo dell'arcidiocesi di Trento e risale al XVI secolo.

## Storia

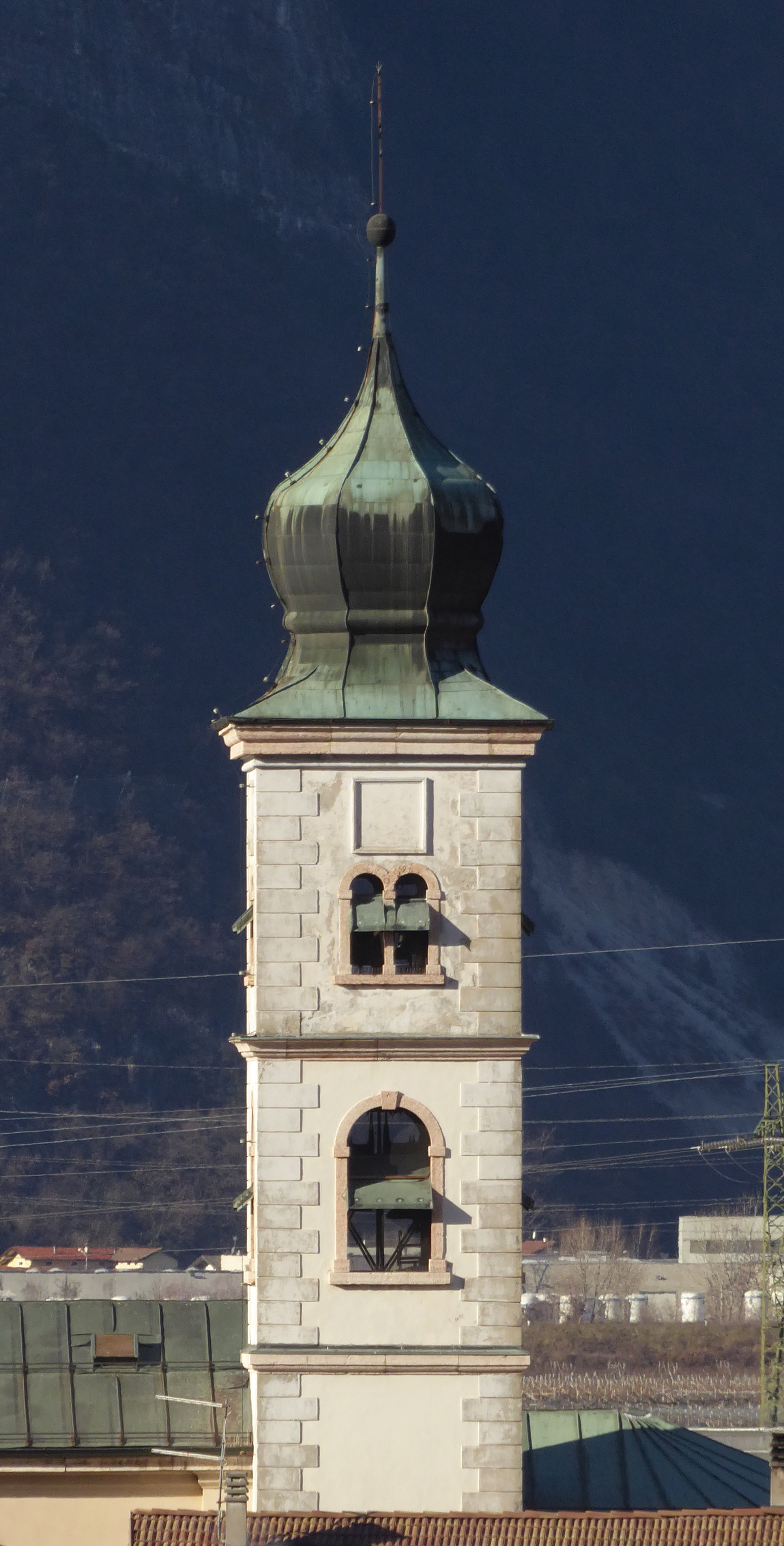
Torre campanaria.

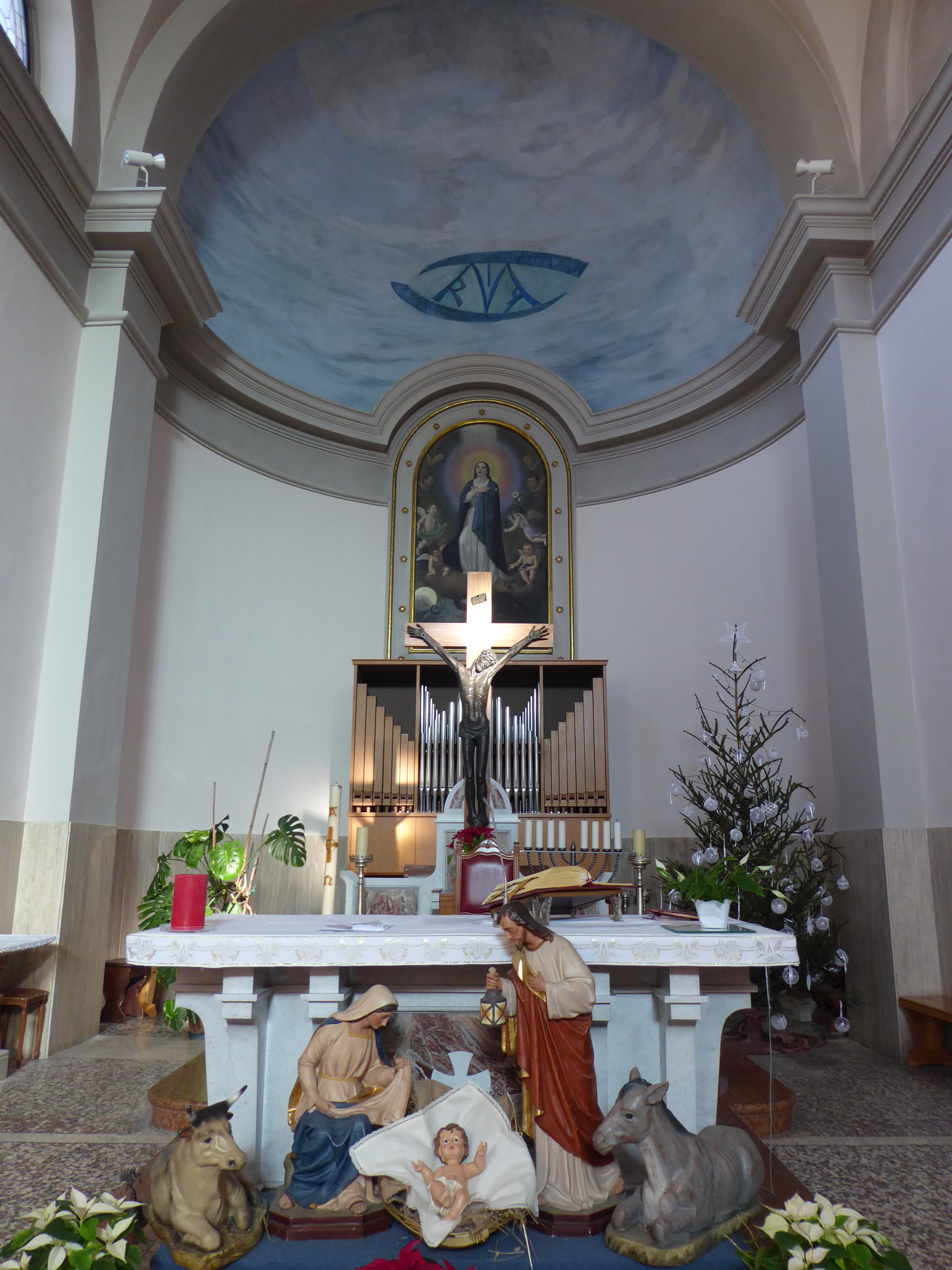
Presbiterio ultimato negli anni settanta con l'adeguamento liturgico.

Il primo edificio religioso documentato a Grumo risale al 1515, ed in quel momento era dedicato a San Nicolò e a Sant'Anna. Fu oggetto di una visita pastorale nel 1538 e l'allora piccola cappella risultò avere annesso un camposanto.

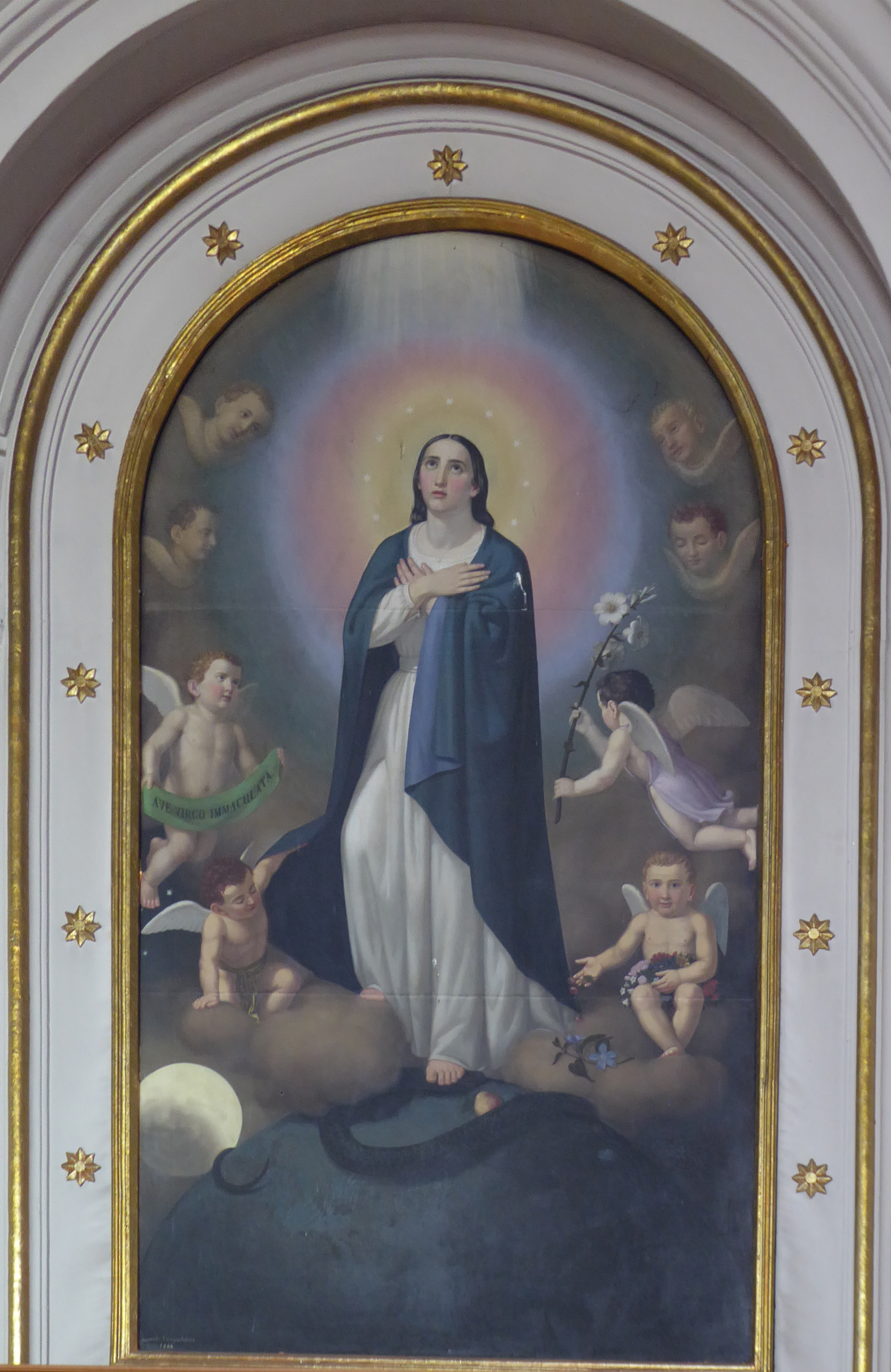
Pala d'altare raffigurante lImmacolata, opera di Leonardo Campochiesa.

Nel XVIII secolo la primitiva chiesetta fu oggetto di importanti interventi, fu restaurata e il tetto venne rifatto, inoltre fu ampliata con la costruzione della sagrestia. Dal 1824 venne elevata ad espositura, sussidiaria della chiesa di Santa Maria Assunta, parrocchiale della vicina Mezzocorona.
Dopo la metà del XIX secolo l'antica chiesa, di dimensioni non più adatte alle esigenze dei fedeli, venne completamente ricostruita sullo stesso sito. La solenne consacrazione con dedicazione all'Immacolata fu celebrata nel 1870 dall'arcivescovo di Trento Benedetto Riccabona de Reichenfels.
Tra il 1968 e il 1971 è stato realizzato l'adeguamento liturgico che ha comportato l'eliminazione dell'altare maggiore storico risalente al 1865 parzialmente recuperato per il nuovo altare postconciliare. L'ambone è stato ricavato riutilizzando il parapetto del pulpito. La custodia eucaristica è stata spostata nel tabernacolo costruito in quel momento. La solenne consacrazione del nuovo altare è stata celebrata dall'arcivescovo Alessandro Maria Gottardi alla conclusione dei lavori nel 1971. L'ultimo restauro conservativo si è avuto nel 1981 quando è stata ricostruita la cuspide nella torre campanaria.

## Descrizione

### Esterni
la chiesa si trova al centro dell'abitato di Grumo e mostra orientamento verso nord. La facciata a capanna con due spioventi rispetta lo stile neoclassico con frontone triangolare superiore. Il grande portale architravato è sormontato in asse dalla finestra a lunetta con vetrata policroma che porta luce alla sala ed compreso in un'arcata che occupa gran parte del prospetto. La torre campanaria si alza sulla destra in posizione arretrata. La cella campanaria è doppia e si apre con finestre a monofora in basso e a bifora in alto. La copertura è a cipolla.

### Interni
La navata interna è unica e suddivisa in tre campate. Il presbiterio è leggermente rialzato. La pala raffigurante l'Immacolata e dipinta nel 1866 è di Leonardo Campochiesa.